# Ruta Nacional 40 (Colombia)
La Ruta Nacional 40 es una ruta colombiana de tipo transversal que inicia en la ciudad de Buenaventura, departamento del Valle del Cauca y finaliza en Puerto Carreño, departamento del Vichada. Es una de las Rutas más importantes del país que atraviesa de oeste a este el país, uniendo el Pacífico colombiano con las principales ciudades del centro del país y los Llanos orientales. 

## Antecedentes
La ruta fue establecida en la Resolución 3700 de 1995 y ratificada por la resolución Resolución 339 de 1999 manteniendo buena parte de su trazado inicial, salvo el sector entre Puente Arimena (municipio de Puerto Gaitán, departamento del Meta) y Juriepe (municipio de Puerto Carreño, departamento del Vichada) que ya no hace parte del trazado actual de la ruta.
La Ruta Nacional 40 generalmente se ha identificado con la Transversal Buenaventura-Villavicencio-Puerto Carreño, un proyecto que se ha venido realizando desde los años 30 para crear una vía que atraviese el país de Oriente a Occidente. en los años 40 se estableció la Ley 12 de 1949 donde ya se establece la Troncal Transversal como un proyecto de Acceso entre Bogotá con el Océano Pacífico y Puerto Carreño. Sin embargo sólo hasta finales de la década de los 50 se logró conectar a Bogotá con el Pacífico (Aunque se debía ir hasta Cali para llegar a Buenaventura) y hacia la Orinoquía la vía llegaba hasta Puerto López. Para finales de la década de los 80 Se construye el acceso entre Buenaventura y Buga por Loboguerrero. Si bien desde la década de los 30 del siglo XX se ha planeado una carretera hasta Puerto Carreño, no se ha definido una ruta nacional como tal y sólo llega hasta el sitio La Arepa (Cerca al límite entre Meta y Vichada), aunque si existe conexión entre La Arepa y Puerto Carreño por tierra, esta se trata de un carreteable en pésimas condiciones que sólo es transitable en estación seca. No obstante en 2015 el Gobierno de Colombia suscribió un contrato con el Consorcio Puerto Carreño por 22.400 millones para hacer los estudios de una nueva carretera entre Puente Arimena y Puerto Carreño que fueron entregados en 2017 y que se espera sean construidos y pavimentados dentro del Plan Maestro de Transporte Intermodal 2015-2035 como parte de las redes de integración viales para la segunda década (2025-2035) con un costo presupuestado de 1,97 billones de pesos colombianos.

## Controversias
En esta ruta, al ser una de las más importantes y vitales para Colombia, se han desarrollado diversidad de proyectos para construir nuevos tramos, mejorar los existentes y ampliarlos con el fin de movilizar más vehículos y mejorar en infraestructura y competitividad. Sin embargo, también se han generado inconvenientes que han ralentizado las obras y hecho que en en algunos tramos la movilidad sea un completo caos. Los fenómenos naturales, los sobrecostos, las demoras en la compra de predios, los líos con las licencias ambientales y los escándalos de corrupción han afectado al desarrollo de la ruta en algunos tramos especiales como lo son:
- Doble Calzada Buenaventura - Buga: El Tramo que comprende entre los municipios de Buenaventura y Buga (Tramo 4001) es uno de los más transitados del país ya que comunica al principal puerto del Pacífico Colombiano con el resto del país. Desde 2008 se ha venido construyendo la doble calzada y a 2019 sólo hay 66 kilómetros[6] de los 117 km aproximados que tiene el tramo. Se esperan adjudicar nuevas obras en 2020 por lo que podría tardar más de una década en que el Tramo 4001 esté con doble calzada en el 100%.[7] Adicionalmente los derrumbes y deslizamientos en la temporada lluviosa han complicado más las obras en dicho tramo.
- Cruce de la Cordillera Central: El tramo que une Armenia con Ibagué (Tramo 4003) es uno de los más complicados por transitar. Si bien dicho tramo fue planeado desde 1913 y construido en 1928.[8] Siempre se ha buscado la forma de crear un acceso que evite el paso por el Alto de La Línea y su abrupta geografía montañosa. Para finales del siglo XX ya se estaba planeando un cruce por medio de Viaductos y túneles siendo el Túnel Central el más importante y desafiante con 8,65 km de longitud. La obra fue adjudicada en 2008 (después de finalizar el túnel piloto) y el 14 de abril de 2009 se inició el contrato que fue adjudicado a Carlos Collins y otras compañías con un valor de 647.554 millones de pesos, el proyecto incluía la construcción del Túnel Central, 26 Viaductos, 20 túneles y 18 km de calzada entre Cajamarca y Calarcá con un plazo de 70 meses (debía ser entregada la obra a comienzos de 2015).[9] Sin embargo para 2016 se canceló el contrato con la firma de Carlos Collins por incumplimiento ya que habían sobrecostos y el avance de obra era casi nulo, también la Firma Ingetec realizó pruebas de campo de las obras a 2016 encontrando fallas en los diseños y materiales de algunos túneles y viaductos. Por lo cual, se tuvo que abrir nueva licitación asignando nuevos recursos por unos 620.000 millones de pesos y se espera que la obra sea finalizada en diciembre de 2020.[10]
- Doble Calzada Bogotá - Girardot: Dicha obra que hace parte del Tramo 4005 fue mostrada como la obra más importante del país. La licitación fue adjudicada en 2004 y desde el comienzo tuvo inconvenientes, esto debido a que la Obra fue adjudicada a la Concesión Autopista Bogotá-Girardot S.A. quien no había sido ganadora de la licitación. Todo debido a que el Instituto Nacional de Concesiones descalificara al ganador de la licitación por incumplir uno de los requisitos técnicos exigidos que era la experiencia. A pesar de que la Concesión Autopista Bogotá-Girardot S.A. tampoco tenía la experiencia e idoneidad y hubo reparos por parte de a procuraduría que pedía dejar desierta la licitación. El entonces ministro de Transporte Andrés Uriel Gallego decidió seguir en firme con la concesión y las obras comenzaron el 24 de agosto del año 2004 con un valor de 882.000 millones. La obra enfrentó muchos problemas relacionado con las licencias ambientales, adecuación de servicios públicos y compra de predios ya que fueron subvalorados los costos de los mismos. Para 2009 el contrato poseía 19 otro sí y el avance era muy bajo. Para el año 2010 la situación para el concesión empeoró debido al escándalo de los hermanos Nule, quienes eran socios en el proyecto e hizo a que los demás socios tuvieran que conseguir nuevos recursos. En 2012 se encontraron otros problemas con licencias ambientales y la negligencia de algunos propietarios para vender sus bienes, lo cual se vieron obligados a apelar a la Ley de Infraestructura, la cual permitía la expropiación de bienes inmuebles declarados de utilidad pública para proyectos de infraestructura de transporte.[11] La Obra fue finalizada e inaugurada en la Semana Santa del 2014 con una demora de casi 10 años en su construcción.
- Doble Calzada Bogotá - Villavicencio: Correspondiente al tramo 4006 es una de las vías con mayor tránsito y una de las más importantes del país ya que permite el acceso a los Llanos Orientales con el centro del País. Para finales de la década de los 50 del siglo XX ya había una vía entre Bogotá y Villavicencio. Sin embargo era una vía estrecha y serpenteante que podía tomar más de 4 horas en recorrerla. Por lo cual en la década de los 90 del siglo XX se consolidó la Autopista al Llano y se hizo un trabajo de modernización que incluía Viaductos como el Pipiral de 520 m y de túneles como el Boquerón de 2.352 m y el de Buenavista de 4.560 m que redujo el tiempo de recorrido de cuatro a sólo dos horas. Coviandes quien tiene la concesión de la ruta desde 1994 firmó un Adicional en 2010 para la construcción de la doble calzada entre los sectores de El Tablón y Chirajara[12] que contará con 20 puentes, siete túneles y un Viaducto (Viaducto Chirajara) que debía ser entregado en 2022.[13] Sin embargo, el 15 de enero de 2018 se presentó el colapso del Viaducto de Chirajara  con un saldo de cinco muertos y ocho heridos (en su mayoría obreros que trabajaban en la construcción del viaducto). Según informe de la firma estadounidense Modjeski and Masters el colapso del viaducto fue ocasionado por errores en el diseño de los pilares que no soportaron el peso[14] lo cual conllevó a que todo el viaducto fuera demolido y debe ser reconstruido con un plazo de dos años y los gastos deberán ser asumidos por la concesión. Con respecto a los demás sectores del tramo el Gobierno colombiano suscribió en 2015 un contrato con Coviandina (perteneciente al mismo grupo empresarial de Coviandes) para la construcción de la doble calzada entre los sectores de Chirajara y Villavicencio que contará con 16 puentes y siete túnles entre los cuales se incluye un nuevo Viaducto Pipiral y nuevo túnel Buenavista que serán complementarios a los actuales con fecha de entrega a 2022.[15] Por otra parte en el Sector Bogotá - El Tablón sólo se suscribió con Coviandes obras de mantenimiento a calzada sencilla, que generan congestiones cuando los vehículos viajan de Villavicencio a Bogotá, hasta el momento no hay ningún proyecto a la vista para este sector por lo cual la doble calzada no será completa a pesar de que Coviandes tiene contrato de Operación hasta 2054. Además de los retrasos en obras y los errores en las obras, la vía sufre constantes derrumbes y deslizamientos de tierra, sobre todo en la estación lluviosa, como el ocurrido en la noche del 9 de junio y la Madrugada del 10 de junio de 2019 cuando ocurrió un deslizamiento en el kilómetro 58 y al mismo tiempo un derrumbe taponó la doble calzada. Lo que dejó la vía cerrada y a municipios como Guayabetal totalmente aislados por vía terrestre.[16]
- Doble calzada La Paila - Calarcá: Este tramo que es de doble sentido sin doble calzada ha tenido varias veces proyectos inconclusos para construir la doble calzada, que empieza desde el corregimiento de La Paila, atraviesa los corregimientos de Quebrada Nueva, Corozal, El Alambrado, etc. La primera vez se pretendía construir con el proyecto Ruta del Privilegio, pero al final quedó olvidada, en 2023 apareció un nuevo mega proyecto, IP Conexión Centro, esta iniciativa que pretende iniciar la construcción en 2027 cuando autopistas del café finalice el contrato, y realizar mantenimiento a la ruta Armenia-Pereira-Manizales, hasta la fecha ya se tiene idea de la construcción y está pendiente para ser aprobada por la ANI. Una ruta muy utilizada para recorrer desde el puerto de Buenaventura hacia el centro del país. Debido a su alto flujo vehicular tiene un alto índice de accidentalidad, y con el mínimo incidente colapsa toda la ruta.

## Descripción de la Ruta
La Ruta posee una longitud total de 1.155,55 km. aproximadamente dividida de la siguiente manera:

### Ruta Actual[17]
| Código | Tipo     | Recorrido                                                    | Clasificación SINC                                                             | PR Inicial | PR Final | Longitud km. |
| ------ | -------- | ------------------------------------------------------------ | ------------------------------------------------------------------------------ | ---------- | -------- | ------------ |
| 4001   | Tramo    | Buenaventura - Cruce Ruta 25 (Buga)                          | Transversal Buenaventura - Villavicencio - Puerto Carreño                      | 0+0000     | 118+0412 | 118,41       |
| 4002   | Tramo    | La Paila - Armenia                                           | Transversal Buenaventura - Villavicencio - Puerto Carreño                      | 0+0000     | 41+0760  | 41,76        |
| 4002   | Tramo    | La Paila - Armenia                                           | Troncal del Eje Cafetero                                                       | 41+0760    | 50+0250  | 8,49         |
| 4002A  | Tramo    | La Española - Calarcá                                        | Transversal Buenaventura - Villavicencio - Puerto Carreño                      | 76+0200    | 86+0000  | 9,80         |
| 4003   | Tramo    | Armenia - Ibagué                                             | Transversal Buenaventura - Villavicencio - Puerto Carreño                      | 0+0000     | 80+0194  | 80,20        |
| 4003A  | Tramo    | Calarcá - Cajamarca (Túnel de la Línea)                      | Transversal Buenaventura - Villavicencio - Puerto Carreño                      | 0+0000     | 33+0470  | 33,47        |
| 4004   | Tramo    | Ibague (Puente Blanco) - Cruce Ruta 45 (Espinal)             | Transversal Buenaventura - Villavicencio - Puerto Carreño                      | 0+0000     | 37+0842  | 37,84        |
| 4004B  | Tramo    | Variante Chicoral                                            | Transversal Buenaventura - Villavicencio - Puerto Carreño                      | 0+0000     | 23+0800  | 23,80        |
| 4005   | Tramo    | Girardot - Silvania - Bogotá D.C. (Bosa)                     | Transversal Buenaventura - Villavicencio - Puerto Carreño                      | 0+0000     | 122+0000 | 122,00       |
| 4006   | Tramo    | Bogotá D.C. - Villavicencio                                  | Transversal Buenaventura - Villavicencio - Puerto Carreño                      | 0+0000     | 86+0055  | 86,06        |
| 4006A  | Tramo    | Bogotá - Choachí - Ubaque                                    | Conexión Transversal Buenaventura - Puerto Carreño y Troncal Central del Norte | 0+0000     | 32+0400  | 32,40        |
| 4007   | Tramo    | Villavicencio - Puerto López                                 | Transversal Buenaventura - Villavicencio - Puerto Carreño                      | 0+0000     | 78+0222  | 78,22        |
| 4008   | Tramo    | Puerto López - Puerto Gaitán                                 | Transversal Buenaventura - Villavicencio - Puerto Carreño                      | 0+0000     | 111+0000 | 111,00       |
| 4009   | Tramo    | Puerto Gaitán - Puente Arimena                               | Transversal Buenaventura - Villavicencio - Puerto Carreño                      | 0+0000     | 68+1000  | 69,00        |
| 4010   | Tramo    | Puente Arimena - La Arepa                                    | Transversal Buenaventura - Villavicencio - Puerto Carreño                      | 0+0000     | 40+0820  | 40,82        |
| 4015   | Tramo    | Juriepe - Puerto Carreño                                     | Transversal Buenaventura - Villavicencio - Puerto Carreño                      | 0+0000     | 95+0760  | 95,76        |
| 40CN01 | Ramal    | El Portal - El Antojo                                        | Transversal Buenaventura - Villavicencio - Puerto Carreño                      | 0+0000     | 11+0150  | 11,15        |
| 40CN07 | Ramal    | Chusacá - Canoas - Río Bogotá                                | Alternas a la Transversal Buenaventura - Villavicencio - Puerto Carreño        | 0+0000     | 14+0550  | 14,55        |
| 40CNA  | Paso     | Paso por Chipaque                                            | Transversal Buenaventura - Villavicencio - Puerto Carreño                      | 0+0000     | 0+0772   | 0,77         |
| 40CNB  | Variante | Puente Real - Cáqueza - El Tablón                            | Transversal Buenaventura - Villavicencio - Puerto Carreño                      | 28+0800    | 40+0400  | 11,60        |
| 40CNC  | Variante | Variante de Fusagasugá                                       | Transversal Buenaventura - Villavicencio - Puerto Carreño                      | 0+0000     | 6+0796   | 6,80         |
| 40MT01 | Ramal    | Ramal Cruce Ruta 40 (Cruce Ruta a La Arepa) - El Porvenir    | Transversal Buenaventura - Villavicencio - Puerto Carreño                      | 80+0000    | 94+0583  | 7,97         |
| 40MTA  | Variante | Pipiral - Villavicencio                                      | Alternas a la Transversal Buenaventura - Villavicencio - Puerto Carreño        | 0+0000     | 7+0968   | 14,58        |
| 40QN01 | Ramal    | Club Campestre - El Caimo                                    | Transversal Buenaventura - Villavicencio - Puerto Carreño                      | 0+0000     | 8+0617   | 8,62         |
| 40QN04 | Ramal    | La Española - El Caimo - Armenia                             | Transversal Buenaventura - Villavicencio - Puerto Carreño                      | 0+0000     | 4+0000   | 4,00         |
| 40QN05 | Ramal    | Calarcá - La Cabaña                                          | Conexión Troncal del eje Cafetero - Transversal Buenaventura - Puerto Carreño  | 0+0000     | 7+0200   | 7,20         |
| 40TL05 | Ramal    | Cruce Ruta 40 - La Tambora                                   | Transversal Buenaventura - Villavicencio - Puerto Carreño                      | 0+0000     | 3+0224   | 3,22         |
| 40TL06 | Ramal    | Cruce Ruta 40 (Variante Chicoral) - Cruce Ruta 45 (Girardot) | Troncal del Magdalena                                                          | 0+0000     | 3+0378   | 6,57         |
| 40TLC  | Variante | Variante de Ibague                                           | Transversal Buenaventura - Villavicencio - Puerto Carreño                      | 0+0000     | 24+0850  | 24,85        |
| 40TLD  | Variante | Variante Gualanday                                           | Transversal Buenaventura - Villavicencio - Puerto Carreño                      | 0+0000     | 6+0300   | 6,30         |
| 40TLE  | Variante | Variante Melgar                                              | Transversal Buenaventura - Villavicencio - Puerto Carreño                      | 0+0000     | 4+0338   | 4,34         |
| 40TLF  | Variante | Variante Picaleña                                            | Alternas a la Transversal Buenaventura - Villavicencio - Puerto Carreño        | 0+0000     | 17+0000  | 17,00        |
| 40TLG  | Variante | Variante Norte de Ibague                                     | Alternas a la Troncal del Magdalena                                            | 0+0000     | 7+0000   | 7,00         |
| 40VLA  | Variante | Intersección Sena - Intersección Citronela                   | Transversal Buenaventura - Villavicencio - Puerto Carreño                      | 0+0000     | 10+0000  | 10,00        |

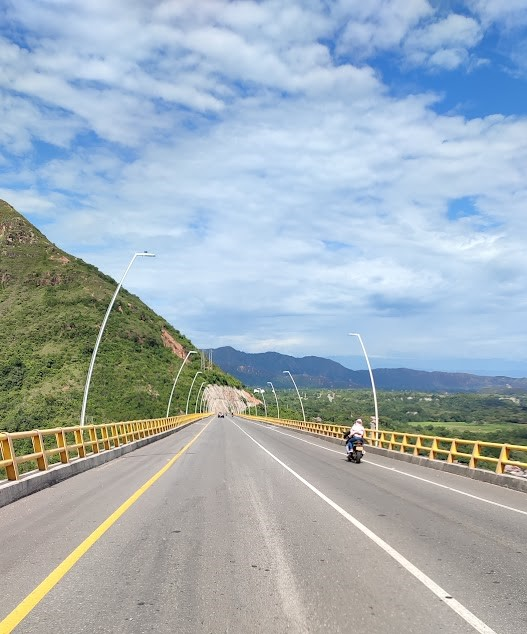
Ruta Nacional 40 (Colombia) sobre la variante de Gualanday (Variante 40TLD) entre las ciudades de Ibagué y El Espinal (Tolima).

- Total kilómetros a cargo de INVIAS: 429,78 km.
- Total Kilómetros en concesión por la ANI: 725,77 km.
- Total Kilómetros en concesión departamental: 00,00 km.
- Total tramos (incluido tramos alternos): 16
- Total pasos o variantes: 10
- Total ramales: 8
- Total subramales: 0
- Porcentaje de vía en Doble Calzada: 34%
  -  4001  Buenaventura - Buga: 113,61 km aprox.
  -  4005  Girardot - Silvania - Bogotá D.C. (Bosa): 117,63 km aprox.
  -  4006  Bogotá D.C. - Villavicencio: 86,06 km aprox.
  -  4004B  Variante Chicoral: 23,80 km aprox.
  -  40CNC  Variante de Fusagasugá: 6,80 km aprox.
  -  40TL06  Cruce Ruta 40 (Variante Chicoral) - Cruce Ruta 45 (Girardot): 6,57 km aprox.
  -  40TLC  Variante de Ibagué: 24,85 km aprox.
  -  40TLE  Variante Melgar: 4,34 km aprox.
  -  40TLG  Variante Norte de Ibagué: 7,00 km aprox.
- Porcentaje de Vía sin pavimentar: 9%
  -  4010  Puente Arimena - La Arepa: 40,52,00 km aprox.
  -  4015  Juriepe - Puerto Carreño: 59,00 km aprox.
  -  40MT01  Ramal Cruce Ruta 40 (Cruce Ruta a La Arepa) - El Porvenir: 7,97 km aprox.

### Ruta eliminada o anterior[17]
| Código | Tipo     | Recorrido                                             | Situación Actual |
| ------ | -------- | ----------------------------------------------------- | --- |
| 4005A  | Tramo    | Cruce ruta 40 - Fusagasugá - San Miguel - Chusacá     | - 4005A Carretera Secundaria Departamental |
| 4011   | Tramo    | El Porvenir - Juriepe                                 | - 4011 Carretera Secundaria Departamental (La Arepa - Acceso a Santa Rosalía) - 4012 Carretera Secundaria Departamental (Acceso a Santa Rosalía - La Primavera) - 4013 Carretera Secundaria Departamental (La Primavera - Acceso a la Venturosa) - 4014 Carretera Secundaria Departamental (Acceso a la Venturosa - Caño Juriepe) |
| 40TLA  | Paso     | Paso por Melgar                                       | - 4005 Tramo de la Ruta Nacional 40. (Se cambió por la Variante de Melgar con el 40TLE ) |
| 40QNB  | Variante | Variante Calarcá - Circasia                           | - 40QN05 Ramal de la Ruta Nacional 40 |
| 40QNC  | Variante | Túnel de La Línea                                     | - 4003A Tramo alterno de la Ruta Nacional 40 |
| 40CN02 | Ramal    | Acceso a Fusagasugá                                   | - Av Las Palmas Vía urbana de Fusagasugá |
| 40CN03 | Ramal    | Cruce Ruta 40 - El Colegio - El Triunfo               | - 40CN03 Carretera Secundaria Departamental |
| 40CN04 | Ramal    | Ramal a La Granja                                     | - 40CN04 Carretera Secundaria Departamental |
| 40CN05 | Ramal    | Perimetral Sabana: Chusacá - Cruce Ruta 50 (Mosquera) | - 40CN07 Ramal de la Ruta Nacional 40 |
| 40CN06 | Ramal    | Choachí - La Calera                                   | - 40CN06 Carretera Secundaria Departamental |
| 40MT01 | Ramal    | Murujuy - Indostán                                    | - 40MT01 Carretera Secundaria Departamental |
| 40MT02 | Ramal    | Santa Fe - La Virgen - San Rafael de Planas           | - 40MT02 Carretera Secundaria Departamental |
| 40MT04 | Ramal    | Tobasia - Guichiral                                   | - 40MT04 Carretera Secundaria Departamental |
| 40QN02 | Ramal    | Barragán - Génova                                     | - 40QN05-4 Carretera Secundaria Departamental |
| 40QN03 | Ramal    | Río Verde - Pijao                                     | - 40QN05-2 Carretera Secundaria Departamental |
| 40QN04 | Ramal    | El Caimo - Armenia                                    | - 40QN04 Ramal de la Ruta Nacional 40 |
| 40TL01 | Ramal    | Cajamarca - Anaime - La Floresta                      | - 40TL01 Carretera Secundaria Departamental |
| 40TL02 | Ramal    | Ibagué - Juntas - Nevado                              | - 40TL02 Carretera Secundaria Departamental |
| 40TL03 | Ramal    | Cajamarca - Cruce Ruta 40 (carretera antigua)         | - 40TLB Carretera Secundaria Departamental |

## Municipios
Las ciudades y municipios por los que recorre la ruta son los siguientes:
Convenciones:
- Fondo Azul : Recorrido actual.
- Fondo Gris : Recorrido anterior.
- Negrita: Cabecera municipal.
- Texto azul: Ríos.
- Texto verde: Parques nacionales.

| Tramo | Municipio      | Recorrido | Departamento    |
| ----- | -------------- | --- | --------------- |
| 4001  | Buenaventura   | Puerto de Buenaventura; Buenaventura; Intersección Sena (Cruce Variante 40VLA ); El Pailón (Cruce 3201 a Dagua); Intersección Citronela (Cruce Variante 40VLA ); Córdoba (Cruce 10940VL02 a Cisneros); Zaragoza; Río Dagua.                                                                                   | Valle del Cauca |
| 4001  | Dagua          | Cisneros; La Guinea; Loboguerrero; (Cruce 1901 ); Río Bitaco. | Valle del Cauca |
| 4001  | Calima         | Calima Darién (Acceso por 40VL11 ); Embalse de Calima. | Valle del Cauca |
| 4001  | Restrepo       | Restrepo (Acceso por 40VL14 y 40VL15 ). | Valle del Cauca |
| 4001  | Calima         | Puentetierra (Cruce 40VL12 a Calima). | Valle del Cauca |
| 4001  | Yotoco         | RFPN Quebrada Guadualito y el Negrito; Mediacanoa (Cruce 2301 y 2302 ); Río Cauca. | Valle del Cauca |
| 4001  | Buga           | Puerto Bertín; El Porvenir; Buga (Cruce 2505 ). | Valle del Cauca |
| 4002  | Zarzal         | La Paila (Cruce 2506 ); Quebrada El Pital; Quebrada Zarzal - Sevilla. | Valle del Cauca |
| 4002  | Sevilla        | Quebrada Nueva. | Valle del Cauca |
| 4002  | Zarzal         | Corozal (Acceso 40VL10 a Miravalles y acceso 40VL02 a Sevilla); Estación Caicedonia; Cuba (Acceso 40VL01 a El Alambrado y Caicedonia); Río La Vieja. | Valle del Cauca |
| 4002  | La Tebaida     | La Silvia; La Tebaida (Acceso 29BQN02 a Montenegro); Club Campestre de Armenia (Acceso 40QNA a Aeropuerto Internacional El Edén y Cruce 40QN01 que conecta con el Ramal 40QN04 en El Caimo (Armenia) y este cruza con el tramo alterno 4002A en La Española (Calarcá)).                                       | Quindío         |
| 4002  | Armenia        | Armenia. | Quindío         |
| 4002A | Calarcá        | La Española; La Bella; Milciades Segura; Calarcá (Cruce 4003 ). | Quindío         |
| 4003  | Armenia        | Armenia; Río Quindío. | Quindío         |
| 4003  | Calarcá        | Alto del Río; Calarcá (Cruce 40QN05 que conecta con el tramo 2901 En La Cabaña (Armenia); Intercambiador Versalles Calarcá (Cruce 4002A y 4003A ); Alto de la Línea. | Quindío         |
| 4003  | Cajamarca      | Río Bermellón; Cajamarca (Cruce 4003A ) ; Río Anaime; Variante Cajamarca (Cruce 40TLB ). | Tolima          |
| 4003  | Ibagué         | Gamboa; Río Coello; Ibagué (Cruce Variante 40TLC por Ibagué que cruza con la variante norte 40TLG que conecta con tramo 4305 , con la variante Picaleña 40TLF que conecta con el tramo 4004 ). | Tolima          |
| 4003A | Calarcá        | Intercambiador Versalles Calarcá (Cruce 4002A y 4003 ); Túnel los Colibríes; Túnel barranqueros; Túnel de la Línea. | Quindío         |
| 4003A | Cajamarca      | Túnel de la Línea; Río Bermellón; Cajamarca (Cruce 4003 ). | Tolima          |
| 4004  | Ibagué         | Puente Blanco (Cruce Variante 40TLC ); Buenos Aires (Cruce 40TL06 a Doima y cruce 40TL03 a Payandé); Picaleña (Cruce Variante 40TLF ); Variante Gualanday (Cruce 40TLD que conecta con la Variante Chicoral 4004B ); Quebrada Gualanday.                                                                      | Tolima          |
| 4004  | Coello         | El Carmen; Gualanday; Las Brisas; Las Meneses; El Caimito; Variante Chicoral (Cruce 40TLD y 4004B ); Río Coello. | Tolima          |
| 4004  | El Espinal     | Chicoral; Variante Espinal (Cruce 45TLB a Espinal y cruce variante 40TL05 donde conecta con el tramo 4507 en Espinal); Terminal (Cruce 45TL10 ); Cruce Ruta 45 (Cruce 4507 ). | Tolima          |
| 4004B | Coello         | Variante Chicoral (Cruce 40TLD y 4004 ); Potrerillo; Vereda Cunida; Río Coello. | Tolima          |
| 4004B | Flandes        | Puerta Blanca (Cruce 45TL06 ); Cruce Ruta 40 (Cruce 40TL06 que pasa por el Río Magdalena y conecta con el tramo 4508 En Variante Río Magdalena (Girardot)); Variante San Rafael (Cruce 4507 y 45TLG que cruza el Río Magdalena y Río Sumapaz para conectar con el tramo 4005 en viaducto el Paso (Ricaurte)). | Tolima          |
| 4005  | Girardot       | Girardot (Cruce 4507 ); Río Bogotá. | Cundinamarca    |
| 4005  | Ricaurte       | Ricaurte (Acceso a Agua de Dios); Variante el Paso (Cruce 45TLG ); Río Paguey. | Cundinamarca    |
| 4005  | Nilo           | Nilo (Acceso por vía Río Paguey); Piscilago; Base Militar de Tolemaida; Río Sumapaz (Cruce variante Melgar 45TLE ). | Cundinamarca    |
| 4005  | Melgar         | Melgar; Variante Melgar (Cruce 45TLE ); Balcones de Sumapaz; Túnel del Sumapaz; Nariz del Diablo; Boquerón (Cruce 40CN32 a Bateas), Río Sumapaz. | Tolima          |
| 4005  | Fusagasugá     | El Triunfo Boquerón (Acceso a Pandi); La Sirena; Chinauta; Variante Fusagasugá (Cruce 40CNC ); Fusagasugá; Variante Fusagasugá (Cruce 40CNC ); Puente los Guayabos; Río Barro Blanco. | Cundinamarca    |
| 4005  | Silvania       | Silvania; Río Subia; Cruce 40 (Cruce 40CN10 a Tibacuy); San Raimundo. | Cundinamarca    |
| 4005  | Granada        | Subia; Granada (Acceso); Alto de Rosas. | Cundinamarca    |
| 4005  | Soacha         | El Muña (Cruce Vía a Salto del Tequendama y Mesitas del Colegio); Chusacá (Cruce Tramo 40CN07 que conecta con la futura Avenida Longitudinal de occidente ALO); Estación Chusacá (Cruce 4005A a Sibaté); Soacha.                                                                                              | Cundinamarca    |
| 4005  | Bosa           | Autopista Sur, Carrera 13; Bogotá D.C. | Bogotá, D. C.   |
| 4005A | Fusagasugá     | Fusagasugá; La Aguadita (Cruce 40CN13 a Silvania); Río Barro Blanco. | Cundinamarca    |
| 4005A | Silvania       | Agua Bonita (Cruce 40CN14 a San Luis y cruce 40CN11 a El Soche). | Cundinamarca    |
| 4005A | Sibaté         | Alto de San Miguel; Sibaté; Embalse del Muña; La Chacua (Acceso). | Cundinamarca    |
| 4005A | Soacha         | Estación Chusacá (Cruce 4005 ). | Cundinamarca    |
| 4006A | Santa Fé       | Reserva Forestal Bosque Oriental de Bogotá; Parador Colombia 86. | Bogotá, D. C.   |
| 4006A | Choachí        | Páramo El Verjón; Quebrada el Raizal; Choachí; Quebrada Guaza. | Cundinamarca    |
| 4006A | Ubaque         | Ubaque (Cruce 40CN24 a Laguna del Cacique); Río Palmar; Alto de Cascajal; Cuchilla del Alto Pelao. | Cundinamarca    |
| 4006A | Cáqueza        | Tapias (Cruce 40CN22 a Munar); Cruce Ruta 40 (Cruce 4006 ). | Cundinamarca    |
| 4006  | Usme           | Bogotá D.C. El Portal; Túnel Boquerón. | Bogotá, D. C.   |
| 4006  | Chipaque       | Paso Elevado Une (Acceso a Une); El Antojo (Cruce Ramal 40CN01 correspondiente a la antigua Salida de Bogotá D.C.); Chipaque; Munar (Cruce 40CN16 a Los Cerezos); Une (Acceso); Semiario (Cruce 40CN25 a Los Ubaque).                                                                                         | Cundinamarca    |
| 4006  | Cáqueza        | El Rosario (Acceso); Puente Real (cruce Paso 40CNB a Cáqueza y el Tablón); Cruce Ruta 40 (Cruce 4006A ); Río Une; El Tablón (cruce Paso 40CNB ). | Cundinamarca    |
| 4006  | Quetame        | Puente Quetame (Acceso a Quetame); Río Negro; Río Naranjal. | Cundinamarca    |
| 4006  | Guayabetal     | Monterredondo (Cruce 40CN29 a El Calvario); Túnel Mesa Grande; Guayabetal; Río Perdices; Puente Chirajara; Río Susumuco. | Cundinamarca    |
| 4006  | Villavicencio  | Pupial; Pipiral (cruce Variante 40MTA Antigua entrada a Villavicencio); Viaducto Pipiral; Túnel de Buenavista; Villavicencio (Cruce 6509 ). | Meta            |
| 4007  | Villavicencio  | Villavicencio; Río Ocoa; Base Aérea Apiay; Alto Pompeya (Cruce 40MT06 a San Carlos de Guaroa); Apiay; Murujuy (Cruce 40MT01 a Indostan). | Meta            |
| 4007  | Puerto López   | Pachaquiaro; Tobasia (Cruce 40MT04 a Guichiral); Río Negro; La Balsa; Puerto López. | Meta            |
| 4008  | Puerto López   | Puerto López; Río Meta; Ombligo de Colombia; Alto de Menegua; Cruce Cabuyaro; El Toro; El Triunfo; Río Yucao. | Meta            |
| 4008  | Puerto Gaitán  | Puerto Gaitán. | Meta            |
| 4009  | Puerto Gaitán  | Puerto Gaitán; Río Manacacías; Alto Neblinas (Cruce 40MT07 a Rubiales y Mapiripán); Cruce Ruta 40 (Cruce 40MT02 a San Rafael de Planas); San Pedro de Arimena; Puente Arimena (Cruce 40MT01 a El Porvenir).                                                                                                   | Meta            |
| 4010  | Puerto Gaitán  | Puente Arimena; La Arepa. | Meta            |
| 4011  | Puerto Gaitán  | La Arepa; La Línea (Límites Vichada). | Meta            |
| 4011  | Santa Rosalía  | Guacacias; Acceso Santa Rosalía. | Vichada         |
| 4012  | Santa Rosalía  | Santa Rosalía; Acceso Santa Rosalía (Cruce 4011 ). | Vichada         |
| 4012  | La Primavera   | La Primavera. | Vichada         |
| 4013  | La Primavera   | La Primavera; Malagueto (Cruce 40AVC01 a Santa Bárbara); Parateduro (Cruce 40AVC01 a Santa Bárbara); Culebra; Nueva Antioqua (Acceso por 40AVC02 ); San Cristóbal. | Vichada         |
| 4013  | Puerto Carreño | La Venturosa (Acceso por 40AVC03 ). | Vichada         |
| 4014  | Puerto Carreño | Acceso La Venturosa; Puerto Murillo (Acceso por 40AVC04 ); El Aceitico (Acceso por 40AVC05 ); Juriepe. | Vichada         |
| 4015  | Puerto Carreño | Juriepe; Caño Juriepe; La Ye (Cruce Vía de la Dignidad 40VC03 a Puerto Nariño); Puerto Carreño. | Vichada         |

## Concesiones y proyectos
Actualmente la ruta posee los siguientes sectores en Concesión:

### Concesiones y proyectos actuales
| Código | Sector                                                       | Tipo          | Cód. proyecto | Nombre Proyecto                                                 | Concesionaria                                   | Unidad Funcional                               | Etapa            | PR Inicial | PR Final | Longitud km. |
| ------ | ------------------------------------------------------------ | ------------- | ------------- | --------------------------------------------------------------- | ----------------------------------------------- | ---------------------------------------------- | ---------------- | ---------- | -------- | ------------ |
| 4002   | La Paila - Club Campestre de Armenia                         | Concesión ANI | 1G010         | Armenia - Pereira - Manizales                                   | Autopistas del Café S.A.                        | Tramo 7                                        | Operación        | 0+0000     | 41+0760  | 41,76        |
| 4002A  | La Española - Calarcá                                        | Concesión ANI | 1G010         | Armenia - Pereira - Manizales                                   | Autopistas del Café S.A.                        | Tramo 7                                        | Operación        | 76+0200    | 86+0000  | 9,80         |
| 4003   | Cajamarca - Ibagué                                           | Concesión ANI | 3G009         | Girardot - Ibagué - Cajamarca                                   | Concesionaria San Rafael                        | Tramo 5                                        | Operación        | 49+0800    | 80+0194  | 30,11        |
| 4004   | Ibague (Puente Blanco) - Cruce Ruta 45 (Espinal)             | Concesión ANI | 3G009         | Girardot - Ibagué - Cajamarca                                   | Concesionaria San Rafael                        | Tramo 3; Tramo 4                               | Operación        | 0+0000     | 37+0842  | 37,84        |
| 4004B  | Variante Chicoral                                            | Concesión ANI | 3G009         | Girardot - Ibagué - Cajamarca                                   | Concesionaria San Rafael                        | Tramo 1                                        | Operación        | 0+0000     | 23+0800  | 23,80        |
| 40TLC  | Variante de Ibagué                                           | Concesión ANI | 3G009         | Girardot - Ibagué - Cajamarca                                   | Concesionaria San Rafael                        | Tramo 3; Tramo 5                               | Operación        | 0+0000     | 24+0850  | 24,85        |
| 40TLF  | Variante Picaleña                                            | Concesión ANI | 3G009         | Girardot - Ibagué - Cajamarca                                   | Concesionaria San Rafael                        | Tramo 6                                        | Operación        | 0+0000     | 17+0000  | 17,00        |
| 40TLG  | Variante Norte de Ibague                                     | Concesión ANI | 3G009         | Girardot - Ibagué - Cajamarca                                   | Concesionaria San Rafael                        | Tramo 7                                        | Operación        | 0+0000     | 7+0000   | 7,00         |
| 40TLD  | Variante Gualanday                                           | Concesión ANI | 3G009         | Girardot - Ibagué - Cajamarca                                   | Concesionaria San Rafael                        | Tramo 2                                        | Operación        | 0+0000     | 6+0300   | 6,30         |
| 4003   | Cajamarca - Ibagué                                           | Concesión ANI | 4G011         | IP - GICA                                                       | APP GICA S.A.                                   | UF 1; UF 2                                     | Construcción     | NA         | NA       | 30,11        |
| 40TLC  | Variante de Ibagué                                           | Concesión ANI | 4G011         | IP - GICA                                                       | APP GICA S.A.                                   | UF 1                                           | Construcción     | NA         | NA       | 24,85        |
| 40TL06 | Cruce Ruta 40 (Variante Chicoral) - Cruce Ruta 45 (Girardot) | Concesión ANI | 4G008         | Honda - Puerto Salgar - Girardot                                | Concesión Alto Magdalena                        | UF 1                                           | Operación        | 0+0000     | 3+0378   | 6,57         |
| 4005   | Girardot - Silvania - Bogotá D.C. (Bosa)                     | Concesión ANI | 4G032         | IP - Ampliación a tercer carril doble calzada Bogotá - Girardot | Vía Sumapaz                                     | UF 1; UF 2; UF 3; UF 4; UF 5; UF 6; UF 7; UF 8 | Construcción     | 0+0000     | 122+0000 | 122,00       |
| 40CNC  | Variante de Fusagasugá                                       | Concesión ANI | 4G032         | IP - Ampliación a tercer carril doble calzada Bogotá - Girardot | Vía Sumapaz                                     | UF 4                                           | Construcción     | 0+0000     | 6+0796   | 6,80         |
| 40TLE  | Variante Melgar                                              | Concesión ANI | 4G032         | IP - Ampliación a tercer carril doble calzada Bogotá - Girardot | Vía Sumapaz                                     | UF 1                                           | Construcción     | 0+0000     | 4+0338   | 4,34         |
| 4006   | Bogotá D.C. - Villavicencio                                  | Concesión ANI | 1G004         | Bogotá - Villavicencio                                          | COVIANDES                                       | Tramo 2; Tramo 3; Tramo 4; Tramo 5; Tramo 6    | Operación        | 0+0000     | 86+0055  | 86,06        |
| 4006   | Chirajara - Fundadores                                       | Concesión ANI | 4G013         | IP - Chirajara - Fundadores                                     | Concesionaria Vial Andina S.A.S. COVIANDINA SAS | UF 1; UF 2; UF 3; UF 4; UF 5; UF 6             | Construcción     | 60+0000    | 86+0055  | 26,06        |
| 4006   | Fundadores - Villavicencio                                   | Concesión ANI | 4G012         | IP - Malla vial del Meta                                        | Concesión Vial De Los Llanos S.A.S.             | UF 4                                           | Pre-Construcción | NA         | NA       | NA           |
| 4007   | Villavicencio - Puerto López                                 | Concesión ANI | 4G012         | IP - Malla vial del Meta                                        | Concesión Vial De Los Llanos S.A.S.             | UF 6                                           | Pre-Construcción | 0+0000     | 78+0222  | 78,22        |
| 4008   | Puerto López - Puerto Gaitán                                 | Concesión ANI | 4G012         | IP - Malla vial del Meta                                        | Concesión Vial De Los Llanos S.A.S.             | UF 7; UF 8                                     | Pre-Construcción | 0+0000     | 111+0000 | 111.00       |
| 4009   | Puerto Gaitán - Puente Arimena                               | Concesión ANI | 4G012         | IP - Malla vial del Meta                                        | Concesión Vial De Los Llanos S.A.S.             | UF 9; UF 10; UF 11                             | Pre-Construcción | 0+0000     | 68+1000  | 69,00        |

### Concesiones y proyectos anteriores
| Código | Sector                                   | Tipo            | Cód. proyecto | Nombre Proyecto | Concesionaria                        | Unidad Funcional             | Etapa                     | PR Inicial | PR Final | Longitud km. |
| ------ | ---------------------------------------- | --------------- | ------------- | --- | ------------------------------------ | ---------------------------- | ------------------------- | ---------- | -------- | ------------ |
| 4001   | Intersección Sena - Cruce Ruta 25 (Buga) | Concesión ANI   | 4G029         | IP - Vía al Puerto | VÍA PACÍFICO S.A.S.                  | UF 1; UF 2; UF 3; UF 4; UF 5 | Reversado                 | 4+000      | 118+0412 | 114,41       |
| 4001   | Cisneros - Loboguerrero                  | Proyecto INVIAS | NA            | Tramo 4 Fase 2 Sector Cisneros - Loboguerrero Corredor Buga - Buenaventura                                               | CONSORCIO LS CISNEROS - LOBOGUERRERO | NA                           | Finalizado                | NA         | NA       | 14,00        |
| 4001   | Citronela - Loboguerrero                 | Proyecto INVIAS | VE039         | Tramo 4 Fase 3 Sector Citronela - Loboguerrero Corredor Buga - Buenaventura                                              | CONSORCIO MILAT                      | NA                           | Finalizado                | NA         | NA       | 14,00        |
| 4002   | Club Campestre - Armenia                 | Proyecto INVIAS | VE036         | Armenia - Aeropuerto | CONSORCIO ALIANZA YDN - EL EDEN      | NA                           | Finalizado                | NA         | NA       | 6,00         |
| 4003   | Calarcá - Túnel de la Línea - Cajamarca  | Proyecto INVIAS | NA            | Cruce de la Cordillera Central, Túneles del Segundo Centenario - Túnel de la Línea y segunda calzada Calarcá - Cajamarca | UNION TEMPORAL SEGUNDO CENTENARIO    | NA                           | Finalizado (Sin terminar) | NA         | NA       | 27,00        |
| 4003   | Túnel de la Línea                        | Proyecto INVIAS | NA            | Terminación del túnel piloto                                                                                             | CONTRATISTA CONSORCIO CONLINEA 3     | NA                           | Finalizado                | NA         | NA       | 9,00         |
| 4003   | Calarcá - Túnel de la Línea              | Proyecto INVIAS | VP005         | Terminación Túnel de la Línea y segunda calzada Calarcá - Cajamarca                                                      | CONSORCIO LA LINEA                   | NA                           | Finalizado                | NA         | NA       | 27,00        |
| 4003   | Armenia - Calarcá                        | Proyecto INVIAS | NA            | Intercambiador de Versalles                                                                                              | CONSORCIO VIAL CORDILLERA CENTRAL    | NA                           | Finalizado                | NA         | NA       | 2,00         |
| 4003   | Túnel de la Línea                        | Proyecto INVIAS | OT002         | Equipos electromecánicos para los túneles del proyecto                                                                   | UNION TEMPORAL DISICO - COMSA - GYC  | NA                           | Finalizado                | NA         | NA       | 0,00         |
| 4005   | Girardot - Silvania - Bogotá D.C. (Bosa) | Concesión ANI   | 3G002         | Bosa - Granada - Girardot                                                                                                | Autopista Bogotá - Girardot S.A.     | Trayectos 1 al 11            | Finalizado                | 0+0000     | 122+0000 | 122,00       |
| 40CNC  | Variante de Fusagasugá                   | Concesión ANI   | 3G002         | Bosa - Granada - Girardot                                                                                                | Autopista Bogotá - Girardot S.A.     | Trayecto 7                   | Finalizado                | 0+0000     | 6+0796   | 6,80         |
| 40TLE  | Variante Melgar                          | Concesión ANI   | 3G002         | Bosa - Granada - Girardot                                                                                                | Autopista Bogotá - Girardot S.A.     | Trayecto 9                   | Finalizado                | 0+0000     | 4+0338   | 4,34         |
| 4007   | Villavicencio - Puerto López             | Concesión ANI   | 1G001         | Malla Vial del Meta | Autopistas de los Llanos S.A.        | Tramo 2                      | Finalizado                | 0+0000     | 78+0222  | 78,22        |

### Concesiones y proyectos futuros
| Código | Sector                               | Tipo            | Cód. proyecto | Nombre Proyecto                                      | Concesionaria | Unidad Funcional | Etapa        | PR Inicial | PR Final | Longitud km. |
| ------ | ------------------------------------ | --------------- | ------------- | ---------------------------------------------------- | ------------- | ---------------- | ------------ | ---------- | -------- | ------------ |
| 4001   | Buenaventura - Cruce Ruta 25 (Buga)  | Concesión ANI   | 5G004         | APP Buga - Buenaventura                              | NA            | NA               | Contratación | 0+0000     | 118+0412 | 118,41       |
| 4010   | Puente Arimena - La Arepa            | Proyecto INVIAS | ED007         | Estudios y diseños - Puente Arimena - Puerto Carreño | NA            | NA               | Estudios     | 0+0000     | 40+0820  | 40,82        |
| 4011   | La Arepa - Santa Rosalía             | Proyecto INVIAS | ED007         | Estudios y diseños - Puente Arimena - Puerto Carreño | NA            | NA               | Estudios     | NA         | NA       | NA           |
| 4012   | Santa Rosalía - La Primavera         | Proyecto INVIAS | ED007         | Estudios y diseños - Puente Arimena - Puerto Carreño | NA            | NA               | Estudios     | NA         | NA       | NA           |
| 4013   | La Primavera - Acceso a la Venturosa | Proyecto INVIAS | ED007         | Estudios y diseños - Puente Arimena - Puerto Carreño | NA            | NA               | Estudios     | NA         | NA       | NA           |
| 4014   | Acceso a la Venturosa - Juriepe      | Proyecto INVIAS | ED007         | Estudios y diseños - Puente Arimena - Puerto Carreño | NA            | NA               | Estudios     | NA         | NA       | NA           |
| 4015   | Juriepe - Puerto Carreño             | Proyecto INVIAS | ED007         | Estudios y diseños - Puente Arimena - Puerto Carreño | NA            | NA               | Estudios     | 0+0000     | 95+0760  | 95,76        |